# Аугусто Пиночет
Аугусто Хосе Рамон Пиночет Угарте (на испански: Augusto José Ramón Pinochet Ugarte) е глава на военното правителство, управлявало Чили между 1973 и 1990 г.
Идва на власт на 11 септември 1973 г. след държавен преврат, чрез който е свален Салвадор Алиенде – първият социалист, избран за президент на Чили. Превратът слага край на период на обтегнати отношения със САЩ (които дейно подкрепяли свалянето на Алиенде). Оглавява военната хунта, поела властта след преврата. На 27 юни 1974 година се самопровъзгласява за президент на Чили и управлява страната като диктатор до 1990. Напуска президентския пост на 11 март 1990 година, оставайки обаче главнокомандващ на въоръжените сили на Чили до арестуването му.
Арестуван в Лондон през октомври 1998 г. и екстрадиран в Чили на 2 март 2000 г. Предявени са му над 200 иска за масови убийства, отвличания, жестоко отношение към задържаните (по някои данни по време на управлението му са унищожени около 3 хиляди другомислещи). Всички са отклонени поради „старческо слабоумие“ и недобро здраве на Пиночет. В началото на 2005 г., когато е на 89 години, Върховният съд на Чили постановява бившият диктатор да бъде привлечен в съда по делото за убийството на 119 дисиденти през 1975 година и напълно го оправдава.
На 23 ноември 2005 г. Пиночет е поставен под домашен арест поради обвинения в неплащане на данъци и подправяне на документи, както и в скриване на информация за своето финансово положение. Обвиненията са предявени, след като Върховният съд на Чили отново лишава бившия диктатор от имунитет от съдебно преследване. Проведената седмица преди това медицинска експертиза установява, че 90-годишният Пиночет е способен да отговаря пред съда. По-късно е привлечен в съда и по дела за изчезване на дисиденти.
На 3 декември 2006 г. на Пиночет е направена операция на сърцето и е освободен от домашен арест. Умира на 10 декември в болницата в Сантяго.

## Ранен живот и военна кариера
Пиночет е роден на 25 ноември 1915 г. във Валпараисо. Той е син на Аугусто Пиночет Вера, потомък на бретонски имигрант от Ламбал, и Авелина Угарте Мартинес, местна чилийка с частични баски корени. Пиночет завършва основното си образование във Валпараисо, а през 1931 г. се записва във военното училище в Сантяго. През 1935 г., след като четири години учи военна география, той завършва с ранг алферес (втори лейтенант) към пехотата. През септември 1937 г. Пиночет е назначен към полка Чакабуко в Консепсион. През 1939 г., вече с ранг младши лейтенант, се премества в полка Маипо, стациониран във Валпараисо. На следващата година се завръща в пехотното училище. На 30 януари 1943 г. Пиночет се жени за Лусия Ириарт, от която има пет деца.
Към края на 1945 г. Пиночет е назначен в полка Карампанге в северния град Икике. Три години по-късно се записва в Чилийската военна академия, но се налага да отложи обучението си, тъй като, бидейки най-младшия офицер, трябва да премине мисия във въглищния район на град Лота. На следващата година се връща да учи в академията и след като получава звание началник-щаб през 1951 г., се завръща във военно училище, за да преподава. В същото време асистира преподавателите във военната академия, изнасяйки уроци по военна география и геополитика. Става редактор на списанието Cien Águilas („Сто орли“). В началото на 1953 г., вече с ранг майор, Пиночет е изпратен за две години в полка Ранкагуа в Арика. Докато е там, той е назначен за професор в Чилийската военна академия, а като се завръща в Сантяго заема новата си позиция.
През 1956 г. Пиночет и група млади офицери са избрани за сформирането на военна мисия за сътрудничество при организацията на военната академия на Еквадор в Кито. Той остава в мисията в Кито четири години и половина, през които време той изучава геополитика, военна география и военно разузнаване. Към края на 1959 г. се завръща в Чили и е изпратен в генералния щаб на 1-ва армейска дивизия, базирана в Антофагаста. През следващата година е назначен за командира на полка Есмералда. Поради успеха си на тази позиция, той е назначен за заместник-директор на военната академия през 1963 г. През 1968 г. е назначен за началник-щаб на 2-ра армейска дивизия, стационирана в Сантяго, а към края на годината е повишен на бригаден генерал и главнокомандващ на 6-а дивизия, базирана в Икике. Освен това той е назначен за интендант на провинция Тарапака.
През януари 1971 г. Пиночет е повишен на дивизионен генерал и е титулуван генерален командир на армейския гарнизон в Сантяго. На 8 юни 1971 г., след убийството на министъра Едмундо Перес Зуйовик от леви радикалисти, президентът Салвадор Алиенде назначава Пиночет за върховен управител на провинция Сантяго, налагайки военен вечерен час в процеса, който по-късно е отменен. На 2 декември 1971 г., след поредица мирни протести срещу икономическите политики на Алиенде, вечерният час е възстановен, а всички протести са забранени, като Пиночет води репресиите срещу протестите. В началото на 1972 г. той е назначен за генерален началник-щаб на армията. С нарастващото вътрешно напрежение в Чили, след като генерал Карлос Пратс подава оставка, Пиночет е назначен за главнокомандващ на армията на 23 август 1973 г. от президента Алиенде – само ден, след като камарата на депутатите на Чили одобрява резолюция, заявяваща, че правителството не спазва конституцията на страната. След по-малко от месец чилийската армия сваля Алиенде от длъжност.

## Военен преврат от 1973 г.
На 11 септември 1973 г. комбинираните Чилийски въоръжение сили (армия, флот, въздушни сили и карабинери) извършват преврат срещу правителството на Алиенде, в хода на който президентският дворец, Ла Монеда, е обстрелван с артилерия, а Алиенде се самоубива. Докато военните твърдят, че се е самоубил, противоречия започват да обвиват смъртта му, когато много хора започват да твърдят, че всъщност е бил убит.
В своите мемоари Пиночет разказва, че той е бил главният конспиратор на преврата и е използвал положението си на главнокомандващ на армията, за да координира мащабната схема. Въпреки това, високопоставени военни лица по-късно заявяват, че Пиночет неохотно се е включил само няколко дни преди насрочената дата за преврата.
Новото правителство арестува хиляди хора и ги задържа в националния стадион, където много от тях са убити. Следват брутални репресии по време на режима на Пиночет, в хода на които са убити около 3000 души, а хиляди изчезват безследно.
В месеците след преврата, хунтата публикува книгата El Libro Blanco del cambio de gobierno en Chile („Бялата книга за промяната на управлението на Чили“), в която се споменава, че се е очаквал автопреврат на правителството на Алиенде. Разузнавателните служби на САЩ обявяват труда за невярна пропаганда.

### Американска подкрепа на преврата
Докато САЩ тактически подкрепят правителството на Пиночет след преврата от 1973 г., официални доклади считат, че не съществуват доказателства за пряка намеса на САЩ в преврата. Според някои американски историци обаче ролята на ЦРУ е била решаваща в консолидирането на властта след преврата – ЦРУ спомага за измислянето на заговор срещу правителството на Алиенде. Съществува и мнението, че САЩ налагат „невидима блокада“, която цели да изкара от равновесие икономиката и режима на Алиенде. Много автори са на мнение, че САЩ активно подклаждат и поставят основите на преврата от 1973 г.
САЩ предоставят материална подкрепа на военното правителство след преврата, макар пред обществеността да го критикуват. Документ на ЦРУ от 2000 г., озаглавен „Дейности на ЦРУ в Чили“, разкрива, че ЦРУ активно поддържа военната хунта след преврата на Алиенде и че прави много от офицерите на Пиночет в платени контакти на ЦРУ, макар за някои от тях да е известно, че са замесени в нарушения на човешки права. Освен това ЦРУ поддържа връзка с чилийското Управление на националното разузнаване. То води мултинационалната кампания, позната под името операция Кондор, която се занимава с убийства на видни политици в страни от Латинска Америка и отвличания, измъчвания и екзекуции на активисти с леви убеждения, довели до смъртта на около 60 000 души. САЩ предоставят ключова организационна, финансова и техническа помощ на операцията.

## Военна хунта
Военна хунта е съставена веднага след преврата. Тя е съставена от генерал Пиночет, представляващ чилийската армия, адмирал Хосе Торибио Мерино, представляващ чилийския военноморски флот, генерал Густаво Лий, представляващ военновъздушните сили, и генерал Сесар Мендоса, представляващ карабинерите (националната полиция). Хунтата упражнява както изпълнителните, така и законодателните функции на правителството, отменя конституцията и Конгреса, налага строга цензура и вечерен час, забранява всички партии и преустановява всички политически и възприемани като подривни дейности. Тази военна хунта задържа изпълнителната си роля до 17 декември 1974 г., след което е запазена чисто като законодателен орган, а изпълнителните правомощия са предадени на Пиночет, който е провъзгласен за президент.

## Военна диктатура (1973 – 1990)
Членовете на хунтата първоначално смятат, че президентството ще се поема не по-дълго от година от всеки от командирите на военните клонове. Обаче, Пиночет скоро консолидира властта си, първоначално задържайки ръководството над военната хунта, а след това се самопровъзгласява за „Върховен глава на нацията“ (де факто временен президент) на 27 юни 1974 г. Той официално променя титлата си на „Президент“ на 17 декември 1974 г. Генерал Лий, главнокомандващ военновъздушните сили, започва все повече да опонира на политиките на Пиночет, поради което е принуден да подаде оставка на 24 юли 1978 г., след като осъжда плебисцита на Пиночет от същата година (проведен в отговор на резолюция на ООН, критикуваща правителството му). На мястото на Лий е назначен генерал Фернандо Матеи.
Пиночет организира референдум на 11 септември 1980 г., за да ратифицира нова конституция, която да замени конституцията от 1925 г., съставена по време на президентството на Артуро Алесандрини. Новата конституция, отчасти съставена от Хайме Гусман, близък съветник на Пиночет, който по-късно основава дясната партия Независим демократичен съюз, дава големи правомощия на президента Пиночет. Тя създава някои нови институции, като Конституционалния трибунал и противоречивия Съвет за национална сигурност. Освен това тя предвижда 8-годишен президентски мандат и президентски референдум с един-единствен кандидат през 1988 г., при който кандидат, номиниран от хунтата ще бъде одобрен или отхвърлен за следващия 8-годишен период. Новата конституция е одобрена от 67,04% срещу 30,19% от гласувалите според официалните данни. Опозицията, предвождана от бившия президент Едуардо Фрей Монталва (който подкрепя преврата на Пиночет), докладва големи изборни нарушения, като например липсата на избирателни списъци, което улеснява гласуването от един човек повече от веднъж, и заявява, че общият докладван брой гласували е много по-голям, отколкото би се очаквало от размера на електората и избирателната активност на предишни избори. След падането на режима на Пиночет много хора потвърждават, че изборните измами са били широко разпространени. Конституцията е обнародвана на 21 октомври 1980 г. и влиза в сила на 11 март 1981 г. Тогава Пиночет е заменен от адмирал Мерино като президент на хунтата.
Въоръжената опозиция срещу управлението на Пиночет продължава в отдалечени части на страната. В мащабна операция, предвождана от парашутните командоси на чилийската армия, около 2000 войски на силите за сигурност са разположени в планините в североизточната част на страната от юни до ноември 1981 г., където те унищожават две бази на революционното ляво движение, изземвайки големи бройки боеприпаси и убивайки много партизани.
Според някои историци оръжия, сред които пластични експлозиви, РПГ-7 и M72 LAW, както и над 3000 пушки M16 са внесени незаконно в страната от противници на правителството. През септември 1986 г. е направен неуспешен опит за убийство срещу Пиночет от Патриотичния фронт Мануел Родригес. Бронираният Мерцедес на Пиночет е ударен с гранатомет, но снарядът не се взривява и Пиночет се отървава само с леки наранявания.

### Потискане на опозицията
Незабавно след военния преврат хунтата забранява всички партии на левицата, които дотогава образуват коалицията на Алиенде. Всички останали партии са поставени в „безсрочна рецесия“, а по-късно направо са забранени. Насилието на правителството е насочено не само срещу комунистите и другите левичари, но и срещу техните семейства и други цивилни граждани.
Доклад на президента Патрисио Ейлвин, наследил Пиночет, заключава, че общо 2279 души, изчезнали по време на военното правителство, са били убити по политически причини. Според доклад от 2004 г. 31 947 са измъчвани, а 1312 са заточени. Изгнаниците са преследвани из цял свят от разузнавателните служби. В Латинска Америка, това се прави в рамките на операция Кондор, в която си сътрудничат разузнавателните служби на няколко южноамерикански държави с помощта на база на ЦРУ в Панама. Пиночет вярва, че тези операции са нужни, за да може страната да бъде спасена от комунизма. През 2011 г. са идентифицирани още 9800 жертви на политическите репресии по време на управлението на Пиночет, увеличавайки общия брой попаднали под ударите на режима до над 40 000, от които 3065 са убити.
Някои политолози приписват относителната кървавост на преврата на стабилността на съществуващата демократична система, която изисква крайни действия за да бъде преобърната. Някои от най-печално известните случаи на нарушаване на човешки права се случват в началото – през октомври 1973 г. поне 70 души са убити в страната от Каравана на смъртта. Много от високопоставените служители на Алиенде са издирени от разузнавателните служби в хода на операция Кондор. Генерал Карлос Пратс, който е предшественик на Пиночет като главнокомандващ армията при Алиенде, е убит в Буенос Айрес през 1974 г. Година по-късно убийството на 119 опоненти в чужбина е дегизирано като вътрешен конфликт, а разузнаването установява пропагандна кампания, чрез която да поддържа тази си идея. Тя се разгласява посредством водещите вестници в Чили.
Сред жертвите на операция Кондор са: Хуан Хосе Торес, бивш президент на Боливия (убит в Буенос Айрес на 2 юни 1946 г.), Кармело Сория, дипломат на ООН, работещ за Икономическата комисия на ООН за Латинска Америка и Карибския регион (убит през юли 1946 г.), Орландо Летелиер, бивш чилийски посланик в САЩ и министър в кабинета на Алиенде (убит след пускането му от ареста във Вашингтон на 21 септември 1946 г.). Документи потвърждават, че Пиночет е дал пряка заповед за убийството на Летелиер. Това довежда до обтягане на отношенията със САЩ. Други мишени, покушенията срещу които се провалят, включват: християндемократа Бернардо Лейтън, лидера на Чилийската социалистическа партия Карлос Алтамирано, племенника на Салвадор Алиенде Паскал Алиенде, американския конгресмен Ед Коч и други. Скорошни изследвания сочат също, че опозиционният лидер Едуардо Фрей Монталва и бивш християндемократски президент на Чили от 1964 до 1970 г., вероятно е бил отровен през 1982 г. с токсин, разработен от разузнаването.
Протестите продължават и през 1980-те години, довеждайки до няколко скандала. През март 1985 г. убийството на трима членове на Комунистическата партия води до оставката на Сесар Мендоса, който е началник на карабинерите и член на хунтата още от сформирането ѝ. По време на протест срещу Пиночет през 1986 г., 21-годишният американски фотограф Родриго Денегри и 18-годишната ученичка Кармен Глория Кинтана са изгорени живи, като само Кармен оцелява. През август 1989 г. Марсело Бариос Андрес, 21-годишен член на Патриотичния фронт Мануел Родригес, е убит от група военни, които имат задачата да го арестуват по заповед на прокурор от Валпараисо.
На 2 юни 2017 г. чилийският съдия Хернан Кристосо осъжда 106 бивши служители на чилийското разузнаване на между 541 дни и 20 години затвор за ролята им в отвличането и убиването на 16 леви активисти в периода 1974 – 1975 г.

### Икономическа политика
Към 1973 г. чилийската икономика е в дълбока рецесия, поради няколко причини, сред които са: отчуждаването на 600 фирми от правителството на Алиенде, степенен валутен курс, който изкривява пазарите, протекционизъм, икономически санкции, наложени от администрацията на Ричард Никсън, липса на чуждестранни резерви и бърз спад на БВП. Към средата на 1975 г. правителството приема икономическа политика на преминаване към свободен пазар, което цели спиране на инфлацията. Пиночет заявява, че „иска да направи Чили не държава на пролетариата, а държава на собствениците“.
Национализираните медни рудници на Чили остават в ръцете на правителството, като конституцията от 1980 г. ги обявява за „неотчуждаеми“, което е неосъществяване на неолибералната стопанска програма в основната ѝ част. През 1976 г. Codelco е основана, за да ги разработва, но новите минерални находища са отворени към частни инвестиции. През ноември 1980 г. са въведени реформи в пенсионната система. Здравеопазването и образованието са приватизирани.
Заплатите са намалени с 8%. Семейните помощи през 1989 г. представляват едва 28% от размера им през 1970 г., а бюджетът за образование, здравеопазване и жилищно строителство е намален с над 20%. Хунтата разчита на средната класа, олигархията, чуждестранните корпорации и чуждестранните заеми, за да се издържа. Бизнесите си възстановяват загубените промишлени и селскостопански холдинги, тъй като хунтата възвръща собствеността на първоначалните собственици, които са ги загубили по време на отчуждаванията.
Финансовите конгломерати стават основни бенефициенти на либерализираната икономика и наплива на чуждестранните банкови заеми. Големите чуждестранни банки възстановяват кредитния цикъл, тъй като задълженията по дългове, като например възобновяването на изплащанията на вноски по главници и лихви, се изпълняват. Международни кредитни организации като Световната банка, Международния валутен фонд и Междуамериканската банка за развитие отново отпускат големи суми. Много чуждестранни мултинационални корпорации, като например ITT Inc., Dow Chemical и Firestone, все отчуждени от Алиенде, се завръщат в Чили. Политиката на Пиночет в крайна сметка води до значителен ръст на БВП. Външният дълг също расте при неговото управление, увеличавайки се с 300% между 1974 и 1988 г.
Правителството на Пиночет въвежда икономически модел, който има три основни цели: икономическа либерализация, приватизация на държавни компании и стабилизиране на инфлацията. През 1985 г. правителството започва втори кръг на приватизация, като преразглежда по-рано въведените повишения на тарифите и придава по-голяма надзорна роля на Централната банка. Пазарните либерализации на Пиночет продължават и след неговата смърт, водени от Патрисио Ейлвин.
В резултат на тези стопански политики страната става високоразвита и най-проспериращата в Латинска Америка, като тя в региона преживява най-леко дълговата криза през 80-те и 90-те години на XX век, а също и финансовите от 1986 г. (при която Пиночет за преодоляването ѝ използва държавна намеса в стопанството) и 2009 г. Според критиците неолибералните икономически политики на режима на Пиночет довеждат до разширяване на икономическото неравенство и утежняване на бедността, тъй като влияят отрицателно на заплатите и работните условия на работническата класа на Чили. Според чилийския икономист Алехандро Фоксли към края на управлението на Пиночет около 44% от чилийските семейства живеят под прага на бедността.

### Референдум от 1988 г. и преминаване към демокрация
Според преходните разпоредби на конституцията от 1980 г. за 5 октомври 1988 г. е насрочен референдум, в хода на който да се гласува нов осемгодишен президентски мандат за Пиночет. Изправен пред нарастващата опозиция, особено на международно ниво, Пиночет легализира политическите партии през 1987 г. и призовава за гласуване, за да се определи дали той ще остане на власт до 1997 г. Друга причина за решението на Пиночет да проведе избори е посещението на Йоан Павел II в Чили през април 1987 г. Според някои автори той провежда среща с Пиночет, на която двамата дискутират възвръщането към демокрацията.
Политическата агитация е легализирана на 5 септември 1987 г., като необходим елемент за кампанията на референдума. Опозицията се обединява в коалиция и организира цветна и радостна кампания под лозунга La alegría ya viene („Радостта идва“). В нея участват Християндемократическата партия, Социалистическата партия и Социалдемократическата радикална партия. През 1988 г. още няколко партии, сред които Хуманистката партия, Екологическата партия и още няколко социалистически фракции, дават подкрепата си.
На 5 октомври 1988 г. опозицията печели на референдума с 55,99% от гласовете на избирателите. Пиночет приема резултата и последващият конституционален процес довежда до президентски и законодателни избори на следващата година.
Коалицията приема името „Коалиция на партиите за демокрация“ и издига Патрисио Ейлвин, християндемократ, който е опонент на Алиенде, за кандидат за президент. Опозицията и правителството на Пиночет провеждат няколко преговори за изменение на конституцията и се съгласяват на 54 поправки. Тези поправки променят начина, по който конституцията може да бъде изменяна в бъдеще, добавят ограничения при извънредни ситуации, утвърждават политическия плурализъм и засилват конституционните права, както и демократичния принцип и участие в политическия живот. През юли 1989 г. е проведен референдум относно предложените промени. Те са одобрени от 91,25% от гласувалите.
По този начин, Ейлвин спечелва президентските изборите през декември 1989 г. с 55% от гласовете срещу 30% за кандидата на десницата, Ернан Бучи, който е министър на финансите от 1985 г. Третият кандидат е Франсиско Хавиер Ерасурис, богат аристократ, представляващ крайната икономическа десница и събрал останалите 15%. Пиночет напуска президентсвото на 11 март 1990 г. и предава властта на новоизбрания президент.
Коалицията печели мнозинството от гласовете и на парламентарните избори. Въпреки това според конституцията те не могат да постигнат мнозинство в парламента. Това ги принуждава да съгласуват всички законопроекти с опозиционните партии, съставени главно от поддръжници на Пиночет.
Поради преходните разпоредби в конституцията, Пиночет остава главнокомандващ на армията до март 1998 г. След това става доживотен сенатор, привилегия, давана по силата на конституцията от 1980 г. на бивши президенти с поне шест години активна служба. Неговото сенаторство и имунитет към наказателно преследване го защитават от правни искове. Последните стават възможни в Чили едва след като Пиночет е арестуван във Великобритания през 1998 г. по молба за екстрадиция на испанския съдия Балтасар Гарсон. Обвинения в злоупотреби са отправяни многократно преди ареста му, но никога не са предприемани действия.

## Идеология и публичен образ
Пиночет описва правителството си като национално възраждане, вдъхновено от Диего Порталес, ключова фигура в ранната история на страната:
| „ | ...[демокрацията] ще се прероди пречистена от пороците и лошите навици, които в крайна сметка унищожиха нашите институции... ...ние сме вдъхновени от духа на Порталес, който е слел нацията в едно... | “ |

Адвокатът Хайме Гусман участва в съставянето на важните речи на Пиночет и често му предоставя политически съвети. Според някои автори фигурата на Пиночет играе ролята на жертвен козел, привличайки цялата омраза. Други автори критикуват липсата на международно осъждане на Пиночет.
Пиночет, който осъзнава потеклото си, учи френски език от чичо си, макар по-късно да го забравя почти изцяло. Той се възхищава на Наполеон, чийто портрет държи в рамка. Друг френски владетел, на който се възхищава, е Луи XIV.}}
Репутацията на Пиночет кара перуанците през 1990-те години да наричат Алберто Фухимори „Чиночет“, вместо с обичайното му прозвище „Чино“.

### Обвинения във фашизъм
Пиночет и правителството му често са характеризирани като придържащи се към фашизма. Въпреки това, той и правителството му по принцип се изключват от академичната типология на фашизма. Някои автори поставят Пиночет в групата на псевдо-популистките деспоти, към която се причисляват Садам Хюсеин, Сухарто и Фердинанд Маркос. Други автори сравняват режима на Пиночет с този на Мобуту Сесе Секо в бившия Заир, бидейки клиентска държава, която не разполага с одобрението на народа и с капацитет за разширяване. Съществуват и мнения, че режимът принадлежи към направление на антикомунизма през Студената война, което на драго сърце приема неофашистки елементи в дейността си.
Въпреки че е авторитарен и управлява чрез диктатура, Пиночет подкрепя неолибералните икономически политики, а нежеланието му да подкрепя националния бизнес го разграничава от класическите фашисти. Също така по време на управлението му са ликвидирани всички социални привилегии и традиционните земи на индианците в страната са признати за частна собственост и те получават земеделска техника и торове на преференциални цени, докато при комунистическия му предшественик въпреки проиндианската му риторика политики в подкрепа на коренните жители не са провеждани. В резултат на това до краят режима му е подкрепян от мнозинството от индианците. Разрешена е и дейността на правозащитната „Амнести Интернешънъл“, въпреки че тя поддържа дори борещите се насилствено против правителството комунисти.

### Интелектуален живот и академична работа
Пиночет публично е известен като човек с липса на култура. Този образ е подсилен от факта, че той се представя като обикновен човек с прости идеи. Той е известен и с това, че е сдържан и споделя малко за своите мнения или чувства. Преди да завземе властта от Алиенде, Пиночет пише две книги, Geopolítica (1968) и Campaña de Tarapacá (1972), които го нареждат сред големите имена на чилийската военна литература. В Geopolítica Пиночет плагиатства параграфи от презентация на ментора си, генерал Грегорио Родригес Таскон. Родригес предоставя на Пиночет възможността да работи като лектор асистент по геополитика и география. Според Родригес Пиночет проявява особен интерес към лекциите му по „Изкуството на войната“. По-късно Пиночет наследява Родригес като ръководител на департамента по геополитика и география.
През живота си Пиночет натрупва над 55 000 книги в частната си библиотека. Мащабът на библиотеката му излиза наяве след полицейска инспекция през януари 2006 г. Пиночет купува книги от няколко малки магазина в стария център на Сантяго, а по-късно книги са му доставяни от чужбина чрез военни аташета. Библиотеката му включва много редки книги, сред които първото издание на Historica relacion del Reyno de Chile (1646) и оригинално писмо на Бернардо О'Хигинс. Значителна част от книгите и документите от библиотеката на президента Хосе Мануел Балмаседа са намерени в библиотеката на Пиночет през 2006 г. Библиотеката на Пиночет почти не съдържа поезия или художествени произведения.

## По-късен живот
Обвинението и арестуването на Пиночет са преломни събития в съдебната история, тъй като това е първият случай на бивш правителствен глава, който е арестуван на принципа на универсална юрисдикция. След като е поставен под домашен арест във Великобритания през октомври 1998 г. и започва съдебна битка, той впоследствие е освободен през март 2000 г. поради медицински причини от министъра на вътрешните работи Джак Стро, без да бъде изправян пред съда. Стро пренебрегва решение на Камарата на лордовете за екстрадиране на Пиночет в Испания, където да бъде даден под съд.
Пиночет се завръща в Чили на 3 март 2000 г. Първото нещо, което прави, когато се приземява на летище Сантяго, е триумфално да се изправи от инвалидната си количка пред поздравите на поддръжниците си. Първият, който го приветства, е наследникът му като главнокомандващ на въоръжените сили, генерал Рикардо Исуриета. Президентът Рикардо Лагос заявява, че завръщането на пенсионирания генерал уронва имиджа на Чили, докато хиляди хора протестират срещу него. През март 2000 г. Конгресът утвърждава конституционна поправка, създаваща статута „бивш президент“, който придава на титуляра имунитет към правосъдие и финансови помощи.
На 1 декември 2000 г. Върховният съд на Чили обвинява Пиночет в отвличането на 75 противници на режима. Обвиненията на Гусман официално засягат 75 „изчезнали души“ – макар най-вероятно всички те да са мъртви, липсата на труповете им затруднява повдигането на обвинения в убийство.
Въпреки това, през юли 2002 г. Върховният съд отхвърля всичките обвинения срещу Пиночет за нарушаване на човешки права, поради медицински причини (деменция). Оформя се дебат относно душевното състояние на Пиночет: неговият екип твърди, че той е изкуфял и вече не може да си спомня, докато други твърдят, че той е засегнат само физически, но неговите умствени способности са непокътнати.
Пиночет подава оставка от сенаторската си позиция малко след решението на Върховния съд от юли 2002 г. През май 2004 г. Върховният съд отменя своето предно решение и постановява, че Пиночет може да бъде изправен пред съда. Обсъждайки случая, прокуратурата представя неотдавнашно телевизионно интервю, което Пиночет дава за телевизия в Маями, което предизвиква съмнения относно неговата предполагаема умствена неспособност. През декември 2004 г. е обвинен в няколко престъпления, сред които убийството на генерал Пратс през 1974 г. и операцията Коломбо, в която загиват 119 души, а след това отново е поставен под домашен арест. На 18 декември 2004 г. претърпява инсулт. Когато е попитан от съдиите дали като президент е бил пряк началник на разузнавателните служби, той отговаря: „Не помня, но не е вярно. А ако е вярно, не помня.“.
През януари 2005 г. армията на Чили приема институционална отговорност за миналите нарушения на правата на човека. През 2006 г. Пиночет е обвинен в отвличане и измъчване от съдия Алехандро Мадрид (наследника на Гусман), както и в убийството през 1995 г. на биохимика Еухенио Бериос, който е бил замесен в убийството на Орландо Летелиер. Бериос е произвел зарин и антракс в Бактериологичната военна лаборатория за Пиночет – тези вещества са се използвали срещу политическите му опоненти. Съществуват сведения, че химикът също е произвеждал кокаин, който Пиночет продава в Европа и САЩ. Парите от дрогата постъпват в личната сметка на Пиночет. Синът на Пиночет, Марко Антонио, който е обвинен в участие в търговията с наркотици, през 2006 г. отхвърля твърденията за трафик на наркотици по време на управлението на баща му и заявява, че ще съди Мануел Контрерас, който казва, че Пиночет продава кокаин.
На 25 ноември 2006 г. Пиночет отбелязва 91-вия си рожден ден, на който кара жена си да прочете заявление, написано от него и адресирано към почитателите му: „Поемам политическата отговорност за всичко, което е направено.“. Два дни по-късно отново е осъден на домашен арест за отвличането и убийството на двама бодигарди на Салвадор Алиенде, които са арестувани в деня на преврата през 1973 г.

### Смърт
Пиночет претърпява инфаркт сутринта на 3 декември 2006 г. На следващия ден съдът отменя домашния му арест. На 10 декември 2006 г. по обед е приет в интензивно отделение. Умира от сърдечна недостатъчност и белодробен оток в обкръжението на семейството си в 14:15 часа местно време.
Масови спонтанни улични демонстрации избухват в цялата страна при новината за неговата смърт. В Сантяго противниците му празнуват смъртта му, докато привържениците му скърбят пред болницата. Трупът на Пиночет лежи в покой на 11 декември 2006 г. във Военната академия в Лас Кондес. По време на церемонията Франсиско Суадрадо Пратс, внук на Карлос Пратс, се изплюва на ковчега му и бързо е заобиколен от поддръжници на Пиночет, които го ритат и псуват. На следващия ден на същото място е погребението на Пиночет, на което присъстват 60 000 души.
С решение на правителството, нему не е предоставено държавно погребение (чест, която обикновено се полага на бивши президенти на Чили), а военно погребение, бидейки бивш главнокомандващ на армията, назначен от Алиенде. Правителството, също така, отказва да обяви официален ден на траур в страната, но позволява знамената в казармите да се свалят наполовина, както и чилийското знаме да се постави върху ковчега на Пиночет. Единственият държавен орган, присъстващ на погребението, е министърът на отбраната, Вивиан Бланлот.
Тялото на Пиночет е кремирано в Конкон на 12 декември 2006 г., за да се избегне вандализиране на гроба му. Прахът му е предаден на семейството му. Въоръжените сили отказват да приемат праха му.